# Rotonda pentagonale elongata
In geometria solida, la rotonda pentagonale elongata è un poliedro con 27 facce appartenente alla famiglia delle rotonde elongate, che può essere costruito, come intuibile dal suo nome, allungando una rotonda pentagonale attraverso l'aggiunta di un prisma decagonale alla sua base.

## Caratteristiche
Come detto, questo solido fa parte della famiglia delle rotonde elongate; nel caso in cui tutte le sue facce siano poligoni regolari, la rotonda pentagonale elongata diventa uno dei 92 solidi di Johnson, in particolare quello indicato come J21, ossia un poliedro strettamente convesso avente come facce dei poligoni regolari ma comunque non appartenente alla famiglia dei poliedri uniformi.

## Formule
Considerando una rotonda pentagonale elongata avente come facce dei poligoni regolari aventi lato di lunghezza {\displaystyle a}, le formule per il calcolo del volume {\displaystyle V} e della superficie {\displaystyle A} risultano essere:
{\displaystyle V={\frac {a^{3}}{12}}\left(45+17{\sqrt {5}}+30{\sqrt {5+2{\sqrt {5}}}}\right)\approx 14,612\ldots a^{3};}
{\displaystyle A={\frac {a^{2}}{2}}\left(20+{\sqrt {5\left(145+58{\sqrt {5}}+2{\sqrt {30(65+29{\sqrt {5}})}}\right)}}\right)\approx 32,3472\ldots a^{2}.}

## Poliedro duale
Il poliedro duale della rotonda pentagonale elongata è un poliedro avente un totale di 30 facce: 10 a forma di triangolo isoscele, 10 a forma di rombo e 10 a forma di quadrilatero irregolare.
| Poliedro duale | Sviluppo piano del duale |
| -------------- | ------------------------ |
|                |                          |